# ヒーロー (駆逐艦)
ヒーロー (HMS Hero) はイギリス海軍の駆逐艦。H級。後にカナダ海軍駆逐艦ショーディエール (HMCS Chaudière) となった。

## 艦歴
1935年2月28日起工。1936年3月10日進水。1936年10月21日竣工。兵装などの政府が供給するものを除いた建造費は249,858ポンドであった。
地中海艦隊の第2駆逐艦戦隊に所属。スペイン内戦時はスペイン海域での哨戒活動に従事した。1939年6月から7月にイギリスで修理を行った。10月5日まで地中海にとどまり、それからドイツの通商破壊艦捜索に当たるためシエラレオネのフリータウンへと移動した。1940年1月にイギリスに戻り、2月15日から3月16日まで修理。その間に第2駆逐艦戦隊は本国艦隊に転属となった。
4月5日、ウィルフレッド作戦でノルウェーのヴェストフィヨルドへの機雷敷設を支援する巡洋戦艦「レナウン」を護衛。4月8日、「ヒーロー」と駆逐艦「ハイペリオン」はノルウェーのBud沖への機雷敷設を行ったように見せかけ、その位置をノルウェー側へと通知した。続いて4月13日に第2次ナルヴィク海戦に参加。
5月、地中海へ移動。
1940年7月19日、スパダ岬沖海戦に参加。7月18日、クレタ島の北で対潜掃討を行うため駆逐艦「ハイペリオン」、「アイレクス」、「ヒーロー」、「ヘイスティ」はアレクサンドリアから出撃し、その援護などのために軽巡洋艦「シドニー」と駆逐艦「ハヴォック」もアレクサンドリアから出撃した。7月19日に「ヒーロー」などはイタリア軽巡洋艦「ジョヴァンニ・デレ・バンデ・ネーレ」、「バルトロメオ・コレオーニ」と遭遇し交戦。「シドニー」と「ハヴォック」も合流し、被弾した「バルトロメオ・コレオーニ」は航行不能となり「ハイペリオン」と「アイレクス」の雷撃で沈没した。「シドニー」、「ヘイスティ」、「ヒーロー」は「バルトロメオ・コレオーニ」を追跡したが、距離が開いたことなどから打ち切られた。
8月22日、「ヒーロー」と駆逐艦「ホスタイル」、「ヌビアン」、「モホーク」はジブラルタルへ移動しH部隊に合流するよう命じられる。その途中の8月23日早朝にボン岬沖で「ホスタイル」が触雷。「モホーク」が乗員を救助し、「ヒーロー」が2本の魚雷を打ち込んで「ホスタイル」を処分した。
9月、ハッツ作戦に参加。11月、マルタで修理を実施。12月25日、WS5A船団がドイツ巡洋艦「アドミラル・ヒッパー」の攻撃を受けたとの報告が届くと分散した船団をまとめなおすため大西洋へと出撃した。
1941年1月1日、「ヒーロー」はメリリャ沖でのヴィシーフランス船団の拿捕に関わった。同月、MC4作戦に参加。再び地中海艦隊に転属となった。2月27日、「ヒーロー」はカステロリゾ島攻撃（アブステンション作戦）を行ったコマンド部隊の生き残りを撤収させた。4月中旬、「ヒーロー」は輸送船「ブレコンシャー」と戦艦3隻をアレクサンドリアからマルタまで護衛。続けて4月20日にはトリポリ砲撃を行った戦艦を護衛した。4月23日にアレクサンドリアで給油を行うと、「ヒーロー」はギリシャからの撤退作戦に参加するため出撃した。4月27日、ヒーローはドイツ軍の空襲で損傷したオランダの軍隊輸送船コスタリカを曳航した。軍隊輸送船を沈没から救えないことが明らかとなり、ヒーローと姉妹艦のヘレワード、ディフェンダー、巡洋艦フィービはコスタリカの乗組員全員と兵士2600名を救助した。クレタ島からの撤退作戦では「ヒーロー」と駆逐艦「デコイ」は5月22日から23日の夜にギリシャ国王とその随員を脱出させた。
1941年6月はじめ、エクスポーター作戦開始時にレバノン沿岸部への上陸作戦を実行した揚陸艦「グレンガイル」を護衛。その後、同年中はトブルクへの船団護衛に従事した。10月25日、駆逐艦「ホットスパー」、「エンカウンター」とともに敷設巡洋艦「ラトナ」を護衛中、Ju 87爆撃機の攻撃を受けて「ラトナ」が被弾炎上。「ヒーロー」と「エンカウンター」は「ラトナ」に横付けして救助活動を行ったが、その間「ヒーロー」は至近弾3発により損傷した。その後、修理のためアレクサンドリアへ戻った。1942年1月はマルタへの船団を護衛。3月22日、第2次シルテ湾海戦に参加。5月29日、駆逐艦「エリッジ」、「ハーワース」とともにトブルクの北東でドイツ潜水艦「U-568」を撃沈し、生存者42名を救助した。
6月、ヴィガラス作戦に参加。6月27日、潜水母艦「メドウェイ」がドイツ潜水艦によって撃沈された。「ヒーロー」は駆逐艦「ズールー」とともに生存者1105名を救助した。8月17日には雷撃を受けた兵員輸送船「プリンセス・マーガリート」の生存者約1100名を救助。10月30日、ポートサイドの北東60浬で他の駆逐艦などとともにドイツ潜水艦「U-559」を撃沈。同年末には護衛駆逐艦への改装のため喜望峰経由でイギリスへ戻るよう命じられた。

### カナダ海軍への移籍
1943年4月から11月までポーツマスで改装工事の後、「ヒーロー」は11月15日にカナダ海軍に譲渡されて「ショーディエール」と改名された。「ショーディエール」は1944年2月にC2護衛グループに配属されデリーを拠点とした。1944年3月、HX228船団の護衛中、アイルランド西方で護衛部隊は長時間の追跡の後にドイツ潜水艦「U-744」を浮上させ降伏させた。この潜水艦は港までの曳航が不可能であったため、駆逐艦イカルスにより雷撃処分となった。1944年5月にはオーヴァーロード作戦のため第11護衛グループに転属となった。その任務はイギリス海峡およびビスケー湾での船舶護衛であり、8月18日には駆逐艦「オタワ」、「クートニー」ともにビスケー湾のラ・ロシェル付近でドイツ潜水艦「U-621」を沈め、その二日後にもブレスト西方沖で「U-984」を沈めた。11月、「ショーディエール」は修理のためシドニーへ向かった。
修理は1945年1月下旬まで開始されず、5月にドイツとの戦争が終わったときもまだ続いていた。「ショーディエール」はカナダの駆逐艦の中で最も状態が悪いとされ、6月13日に余剰なものであるとされた。1945年8月に退役し、Dominion Steel Companyへ売却されたが、その解体が完了したのは1950年であった。

## 詩
1936年、タインサイドでのヒーローの竣工に影響を受け、詩人のマイケル・ロバーツは「H.M.S Hero」というタイトルの詩を書いた。この詩は3つのスタンザ12行で構成されている。冒頭は "Pale grey, her guns hooded, decks clear of all impediment, / Easily, between the swart tugs, she glides in the pale October sunshine...".となっている。